# Edward Arthur Walton

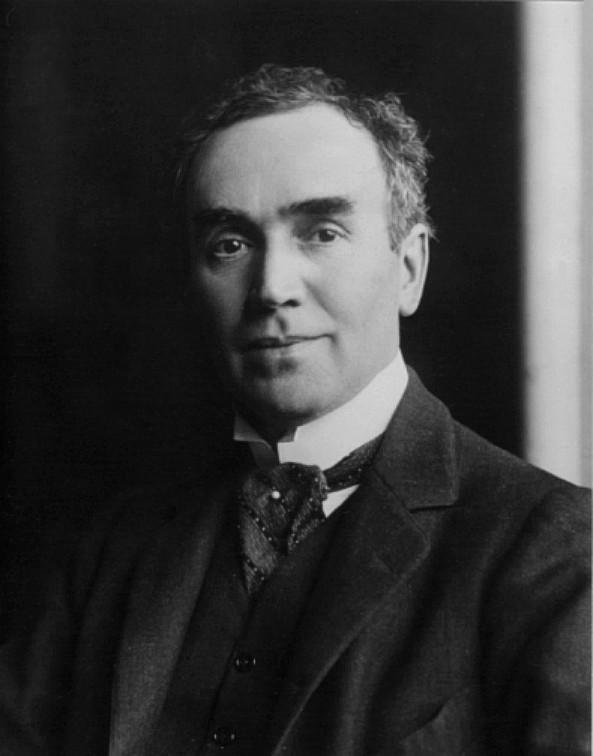
Edward Arthur Walton (1860–1922)

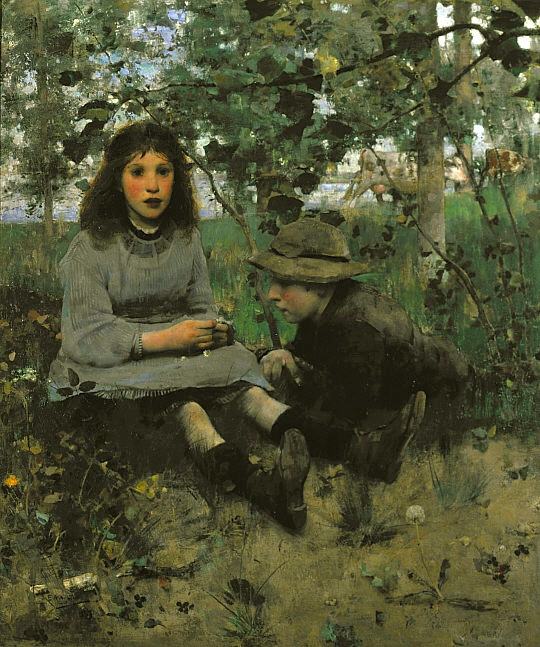
Edward Arthur Walton: A Daydream (1885)

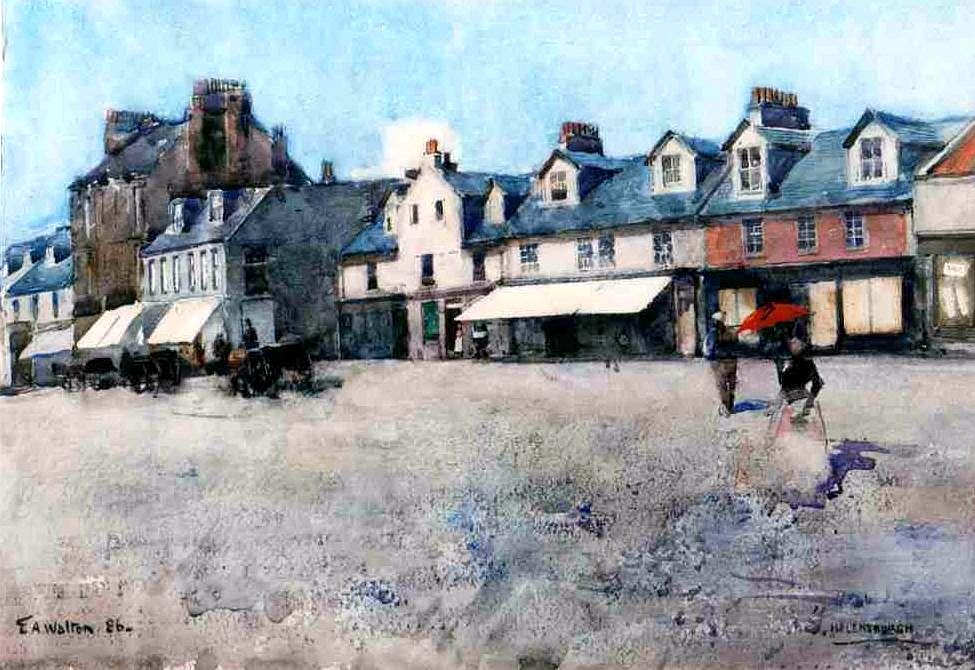
Edward Arthur Walton: Helensburgh (1886)

Edward Arthur Walton (* 15. April 1860 in Barrhead, East Renfrewshire; † 18. März 1922 in Edinburgh) war ein schottischer Maler des Spätimpressionismus und wichtiger Vertreter der Glasgow Boys, einer Künstlergruppe aus dem 19. und frühen 20. Jahrhundert.

## Leben und Werk
Edward Arthur Walton, aus einer außergewöhnlich talentierten Familie stammend, studierte 1876/1877 zunächst an der Kunstakademie in Düsseldorf. Dort waren Andreas Müller und Heinrich Lauenstein seine Lehrer. In Düsseldorf nahm er außerdem Privatunterricht bei Carl Wagner und Fritz Ebel. Dann setzte er seine Studien an der Glasgow School of Art fort, wo er James Guthrie kennenlernte. Nach Beendigung ihrer Ausbildung beantragten sie die Aufnahme in den Glasgow Art Club, wurden aber schroff abgewiesen. Sie verließen daraufhin Glasgow und gingen nach Paris. Dort beschäftigten sie sich gemeinsam mit Joseph Crawhall intensiv mit den französischen Realisten, vor allem mit den Werken von Jules Bastien-Lepage und eigneten sich größtenteils im Selbstunterricht entsprechende Maltechniken an. 
Nach ihrer Rückkehr nach Schottland widmeten sich Walton, Guthrie und Crawhall im Sommer 1879 in Rosneath an der Küste Schottlands der Freilichtmalerei. Walton, Crawhall, James Paterson, George Henry und John Lavery trafen sich regelmäßig im Atelier von William York MacGregor und bildeten so den Kern der Glasgow Boys. 1880 malte Walton in Surrey und 1881 wieder gemeinsam mit Guthrie, Crawhall und Henry in Brig of Turk, wo sie nicht die Landschaft darstellten, sondern sich auf das Dorfleben konzentrierten. 1882 ließ sich Walton von dem Dorf Crowland in Lincolnshire, seinen Bewohnern und der umgebenden Landschaft inspirieren. Im folgenden Jahr besuchte er Guthrie, der ein Haus in Cockburnspath bezogen hatte. 
Walton machte große Fortschritte in der Freilichtmalerei und im Gebrauch von Ölfarben und Aquarellfarben. 1885 schuf er in Cockburnspath mit A Daydream eines seiner bekanntesten Werke. 1886 malte er in Helensburgh eine Reihe von Aquarellen über die wohlhabende Vorstadt und ihre gut gekleideten Bewohner. In den folgenden Jahren wandte er sich vom Realisten französischer Prägung ab und orientierte sich am Stil von James McNeill Whistler. 1889 erhielt er eine erste offizielle Anerkennung und wurde zum assoziierten Mitglied der Royal Scottish Academy gewählt. 
Von 1894 bis 1904 lebte er im Londoner Stadtteil Chelsea am Cheyne Walk, wo er Whistler und Lavery zu Nachbarn hatte. Walton malte jetzt häufig in Suffolk, wo er viele Sommer im Pfarrhaus von Wenhaston verbrachte. Hier malte er ländliche Szenen in Öl und Aquarell. 1904 kehrte Walton nach Schottland zurück und ließ sich in Edinburgh nieder. 1905 wurde er zum Vollmitglied der Royal Scottish Academy. 1907 reiste er mit Guthrie nach Algier und Spanien und 1913 arbeitete er in Belgien. Später entdeckte er die Landschaft um Dumfries and Galloway und besuchte sie regelmäßig. 1914 wurde er zu Präsidenten der Royal Scottish Society of Painters in Watercolour gewählt. Walton starb 1920 in Edinburgh.